# 黑莓城堡
黑莓城堡（Blackberry Castle）是位于美国俄勒冈州波特兰市的一处城堡式私人住宅。这座法式建筑历经3年建造，于2015年完工。占地面积约13000平方英尺。内部建有天花板壁画、攀岩墙、室内影院，以及俄勒冈州最大的天花板钟盘。
完工后这座城堡以超过717万美元的价格被挂牌出售。美国成人影星米亞·瑪爾科娃和电影特效制作人Eli Tucker以及另一位匿名人士合资390万美元买下了该城堡，并将其变为一个家庭电影工作室。